# Oligotoma ubicki
Oligotoma ubicki är en insektsart som beskrevs av Ross 2007. Oligotoma ubicki ingår i släktet Oligotoma och familjen Oligotomidae.
Artens utbredningsområde är Myanmar. Inga underarter finns listade i Catalogue of Life.